# Euphausia diomedeae
Euphausia diomedeae är en kräftdjursart som beskrevs av Ortmann 1894. Euphausia diomedeae ingår i släktet Euphausia och familjen lysräkor. Inga underarter finns listade i Catalogue of Life.